# Marc-Joseph Marion du Fresne
Marc-Joseph Marion du Fresne (22 de maio de 1724 - 12 de junho de 1772) foi um explorador francês. Ele nasceu em Saint Malo e se juntou à Companhia Francesa das Índias Orientais aos 11 anos (o que era incomum na época) como um sub-comandante a bordo do Duc de Bourgogne.
Durante a Guerra de Sucessão Austríaca, ele comandou diversos navios e era capitão em 1745. Na Guerra dos Sete Anos, ele se engajou em diversas operações navais.
Ele descobriu a Ilhas do Príncipe Eduardo e então a Ilha Crozet antes de chegar a Austrália. Eles passaram alguns dias na Tasmânia, onde Marion Bay no sudeste foi nomeada em sua homenagem. Ele avistou o Monte Taranaki da Nova Zelândia em 25 de março de 1772, e nomearam a montanha de Pic Mascarin sem saber que James Cook havia nomeado-a "Monte Egmont" três anos antes.